# Ляонинский университет науки и технологии
Университет науки и техники провинции Ляонин (кит. 辽宁科技大学) — университет в Аньшане, Ляонин, Китай .

## История
Университет был первоначально задуман в 1948 году в Аньшаньский Институт чугуна и стали (кит. {{{1}}}). 
В 1958 году вуз был создан как институт Аньшаньский институт  железа и стали (AIIST) и перешел в ведение Министерства металлургической промышленности центрального китайского правительства.
В 1994 году Аньшаньский профессиональный колледж был объединен в AIIST.
В 1998 г., надзор за AIIST был передан из Министерства металлургической промышленности правительства в провинцию Ляонин.
В 1999, колледж пищевой промышленности Ляонина, колледж металлургический , колледж промышленности и промышленности строительных материалов Ляонина были включены в AIIST.
В 2002 году AIIST изменил своё название на Аньшаньский Университет науки и технологии (ASUST).
Университет получил своё нынешнее название в 2006 году, когда Министерство образования КНР одобрило реструктуризацию Аньшаньского Университета науки и технологии, Университета науки и техники провинции Ляонин.

## Структура
Университет имеет 15 факультетов (школ или департаментов). Он предоставляет 35 программ бакалавриата, 11 специальных профессиональных программ.
Обучаются 18,000 студентов.